# حرشونة المتوسط
حُرْشُونَة المتوسط سمكة بحرية بيوض من فصيلة الغادسيات. أعطانها بعض بحار البلاد المعتدلة الحرارة وأخصها البحر الأبيض المتوسط. تعتبر من أسماك الأغواط.

## الوصف
جسمها شبه سناني الشكل يطول من 45 إلى 60 سم. ثوبها إلى الربدة تعلوه ماجاة تختلف مع فصول السنة. أذكاها خضاب الربيع. رأسها أمغر اللون. ثبج ظهرها شديدة السمرة. القسم العلوي من جانبيها كستني المواج. بطنها عادم السمرة. زعانفها الصدرية إلى الحمرة القرمزية. زعنفتها الذيلية مطوقة بحزام أسود. رأسها مستطيل الشكل قصير الخطم. شدقها معتدل الانفراج. فكها العلوي يتقدم السفلي. أسنانها صغيرة متراصة. عذباتها صغيرة فكية الارتكاز عيناها صغيرتان مستديرتان ناشزتان. زعانفها الظهرية اثنتان. الذيلية مقطومة الطرف. لحمها جيد الصنف مرغوبٌ فيه.